# Liste der iranischen Vorschläge für die Oscar-Nominierung in der Kategorie bester internationaler Film
Die Liste der iranischen Vorschläge für die Oscar-Nominierung in der Kategorie bester internationaler Film (bis 2019 bester fremdsprachiger Film (Best Foreign Language Film of the Year), seit der Oscarverleihung 2020 Best International Feature Film). führt alle für den Iran bei der Academy of Motion Picture Arts and Sciences (AMPAS) für die Kategorie eingereichten Filme.

## Hintergrund
Der Iran hat insgesamt 26 Filme für den Oscar für den besten internationalen Film eingereicht. Drei Filme erhielten eine Nominierung: Kinder des Himmels von Majid Majidi sowie Nader und Simin – Eine Trennung und The Salesman von Asghar Farhadi. Von diesen drei Filmen gewannen Nader und Simin – Eine Trennung sowie The Salesman den Oscar.
Sechs der eingereichten Filme wurden von Majidi inszeniert, fünf von Farhadi. Bahman Ghobadi und Reza Mirkarimi wurden jeweils zweimal ausgewählt, den Iran bei den Oscars zu vertreten.
Am 24. September 2012 wurde der Film A Cube of Sugar als iranischer Beitrag für den Oscar für den besten fremdsprachigen Film bei der 85. Oscarverleihung ausgewählt. Am selben Tag rief jedoch der Leiter der staatlichen iranischen Kinoorganisation zum Boykott der Oscarverleihung auf – als Reaktion auf das auf YouTube veröffentlichte, in den USA produzierte islamfeindliche Video Innocence of Muslims. Laut einer Meldung von Reuters bestätigte der iranische Kulturminister Mohammad Hosseini, dass der Iran die Oscarverleihung boykottieren werde.

## Auswahlverfahren

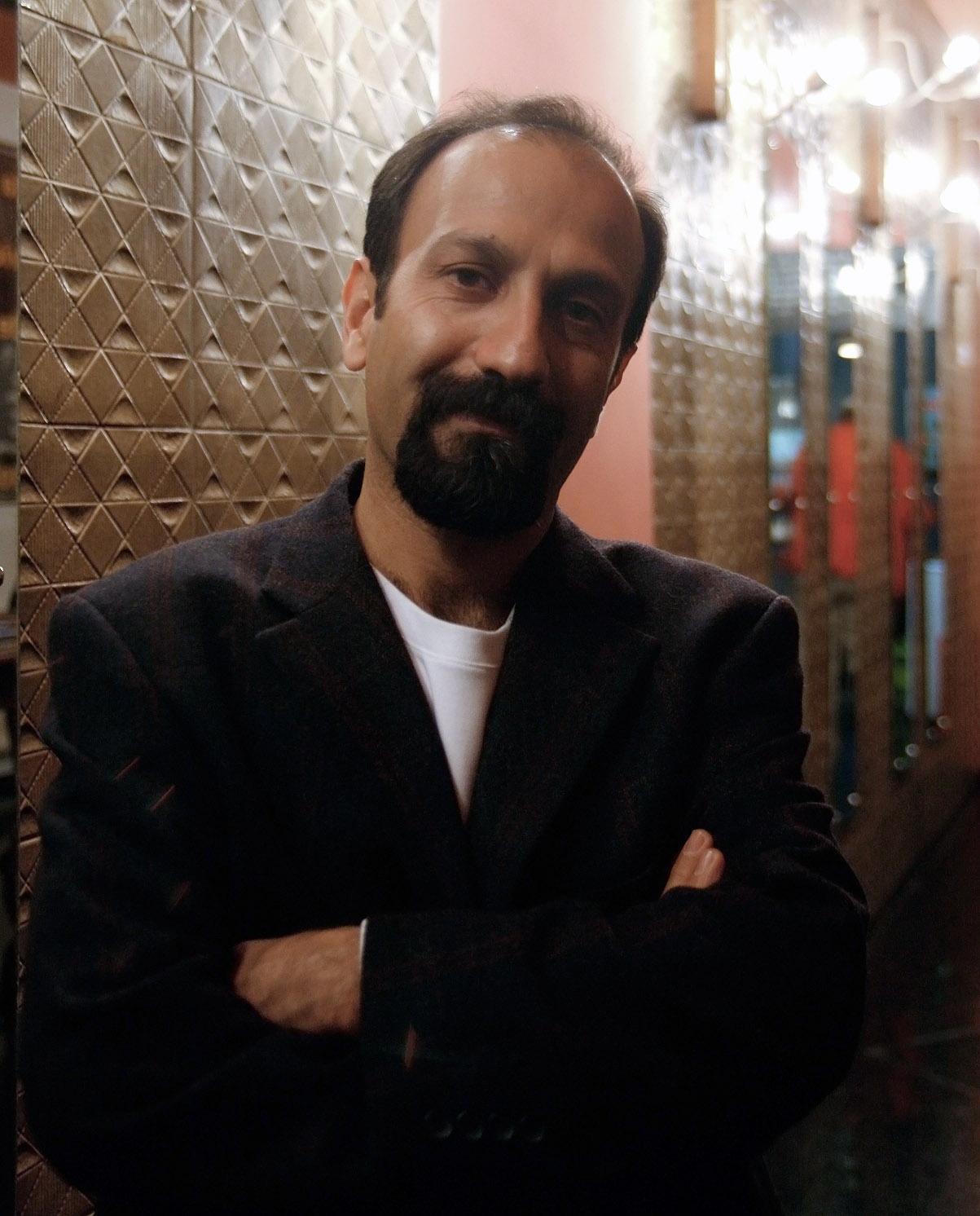
Asghar Farhadi, Regisseur von Nader und Simin – Eine Trennung (2011)

Die Academy of Motion Picture Arts and Sciences lädt seit 1956 die Filmindustrien verschiedener Länder ein, jeweils einen Film für die Kategorie Bester fremdsprachiger Film einzureichen. Die Auswahl und Bewertung erfolgt durch das Foreign Language Film Award Committee, das anschließend in geheimer Abstimmung die fünf Nominierten bestimmt.
Die Auswahl des iranischen Beitrags erfolgt jährlich im Herbst durch ein Komitee der Farabi Cinematic Foundation. Trotz der angespannten Beziehungen zu den Vereinigten Staaten nimmt der Iran seit 1994 regelmäßig teil und fehlte nur ein einziges Mal. Im Jahr 1995 versuchte das Land, den Beitrag Der weiße Ballon nachträglich zurückzuziehen, nachdem er bereits nach Hollywood gesendet worden war. Die AMPAS lehnte den Rückzug jedoch ab.
Alle ausgewählten Filme waren hauptsächlich in Persischer Sprache gedreht, mit Ausnahme von Ghobadis zwei Filmen in Kurdisch sowie Farhadis Le passé – Das Vergangene, der auf Französisch war. Mindestens zwölfmal wurden zudem Filme von iranischen Regisseuren eingereicht, die andere Länder vertraten: I Love Vienna (Österreich), Persepolis (Frankreich), Ein Augenblick Freiheit (Österreich), Baba Joon (Israel), Utopia (Afghanistan), Under the Shadow (Vereinigtes Königreich), Parting (Afghanistan), Yeva (Armenien), Border (Schweden), Holy Spider (Dänemark), Winners (Vereinigtes Königreich) sowie Die Saat des heiligen Feigenbaums (Deutschland).

## Einreichungen
Die folgende Liste zeigt alle Einreichungen mit Hervorhebung der Nominierten (grün) und der Gewinner (gelb):
| Jahr der Verleihung  | Internationaler Titel          | Originaltitel            | Regisseur                      | Produktionsland        |
| -------------------- | ------------------------------ | ------------------------ | ------------------------------ | ---------------------- |
| Oscarverleihung 1978 | The Cycle                      | دايره مينا               | Dariush Mehrjui                | Iran                   |
| Oscarverleihung 1995 | Through the Olive Trees        | زیر درختان زیتون         | Abbas Kiarostami               | Iran                   |
| Oscarverleihung 1996 | The White Balloon              | بادکنک سفید              | Jafar Panahi                   | Iran                   |
| Oscarverleihung 1998 | Gabbeh                         | گبه                      | Mohsen Makhmalbaf              | Iran                   |
| Oscarverleihung 1999 | Children of Heaven             | بچه‌های آسمان             | Majid Majidi                   | Iran                   |
| Oscarverleihung 2000 | The Color of Paradise          | رنگ خدا                  | Majid Majidi                   | Iran                   |
| Oscarverleihung 2001 | Time of Drunken Horses         | زمانی برای مستی اسب‌ها    | Bahman Ghobadi                 | Iran                   |
| Oscarverleihung 2002 | Baran                          | باران                    | Majid Majidi                   | Iran                   |
| Oscarverleihung 2003 | I'm Taraneh, 15                | من ترانه، ۱۵ سال دارم    | Rasul Sadrameli                | Iran                   |
| Oscarverleihung 2004 | Deep Breath                    | نفس عمیق                 | Parviz Shahbazi                | Iran                   |
| Oscarverleihung 2005 | Turtles Can Fly                | لاک‌پشت‌ها هم پرواز می‌کنند | Bahman Ghobadi                 | Iran, Irak, Frankreich |
| Oscarverleihung 2006 | So Close, So Far               | خیلی دور، خیلی نزدیک     | Reza Mirkarimi                 | Iran                   |
| Oscarverleihung 2007 | Café Transit                   | کافه ترانزیت             | Kambuzia Partovi               | Iran                   |
| Oscarverleihung 2008 | M for Mother                   | میم مثل مادر             | Rasoul Mollagholipour          | Iran                   |
| Oscarverleihung 2009 | The Song of Sparrows           | آواز گنجشک‌ها             | Majid Majidi                   | Iran                   |
| Oscarverleihung 2010 | About Elly...                  | ...درباره الی            | Asghar Farhadi                 | Iran                   |
| Oscarverleihung 2011 | Farewell Baghdad               | بدرود بغداد              | Mehdi Naderi                   | Iran                   |
| Oscarverleihung 2012 | A Separation                   | جدایی نادر از سیمین      | Asghar Farhadi                 | Iran                   |
| Oscarverleihung 2014 | The Past                       | گذشته                    | Asghar Farhadi                 | Frankreich, Italien    |
| Oscarverleihung 2015 | Today                          | امروز                    | Reza Mirkarimi                 | Iran                   |
| Oscarverleihung 2016 | Muhammad: The Messenger of God | محمد رسول‌الله            | Majid Majidi                   | Iran                   |
| Oscarverleihung 2017 | The Salesman                   | فروشنده                  | Asghar Farhadi                 | Iran                   |
| Oscarverleihung 2018 | Breath                         | نفس                      | Narges Abyar                   | Iran                   |
| Oscarverleihung 2019 | No Date, No Signature          | بدون تاریخ بدون امضا     | Vahid Jalilvand                | Iran                   |
| Oscarverleihung 2020 | Finding Farideh                | در جستجوی فریده          | Kourosh Ataee, Azadeh Moussavi | Iran                   |
| Oscarverleihung 2021 | Sun Children                   | خورشید                   | Majid Majidi                   | Iran                   |
| Oscarverleihung 2022 | A Hero                         | قهرمان                   | Asghar Farhadi                 | Iran, Frankreich       |
| Oscarverleihung 2023 | World War III                  | جنگ جهانی سوم            | Houman Seyyedi                 | Iran                   |
| Oscarverleihung 2024 | The Night Guardian             | نگهبان شب                | Reza Mirkarimi                 | Iran                   |
| Oscarverleihung 2025 | In the Arms of the Tree        | در آغوش درخت             | Babak Lotfi Khajepasha         | Iran                   |